# Storia della cardiochirurgia

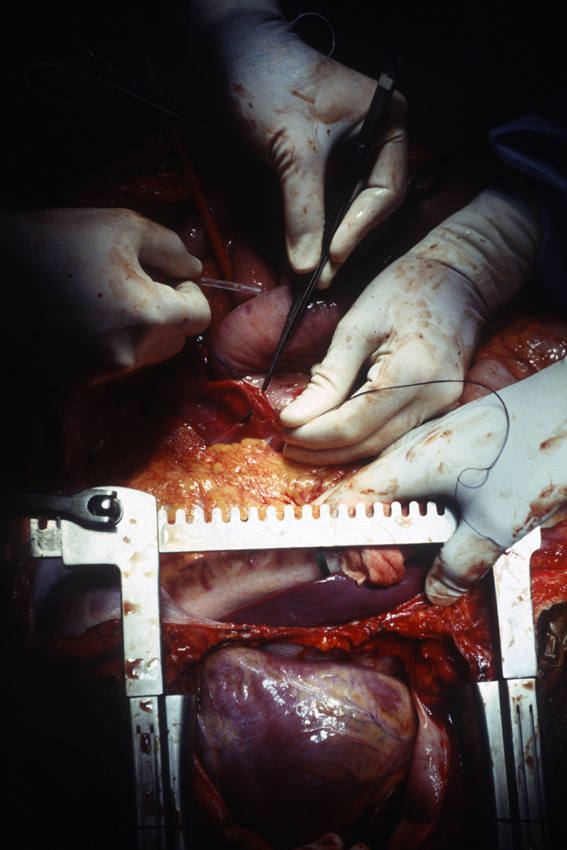
Operazione cardiochirurgica

La cardiochirurgia, o chirurgia del cuore, è l'ambito di attività chirurgica correttiva di lesioni congenite o acquisite del cuore e dei grandi vasi toracici. Nel corso della giovanissima storia di tale disciplina sono stati effettuati due tipi di interventi: quelli a "cuore chiuso" e quelli a "cuore aperto". Nel primo caso si intende un tipo di operazione chirurgica che non necessita della visione diretta della struttura che si sta operando, né dell'esclusione temporanea del cuore o dei polmoni. Al contrario, in un intervento a "cuore aperto" si agisce sul cuore esangue, utilizzando una macchina cuore-polmoni che fa le veci dei due organi nel tempo necessario per l'esecuzione dell'operazione chirurgica.

## La fase preistorica
La nascita della cardiochirurgia si fa risalire agli ultimi anni del diciannovesimo secolo, quando si ha documentazione dei primi interventi chirurgici al cuore. La risonanza che essi ebbero fu enorme perché sconfissero la credenza che la natura avesse posto il cuore oltre i limiti della chirurgia.

### Primordi di chirurgia cardiovascolare: da Parè a Cooper

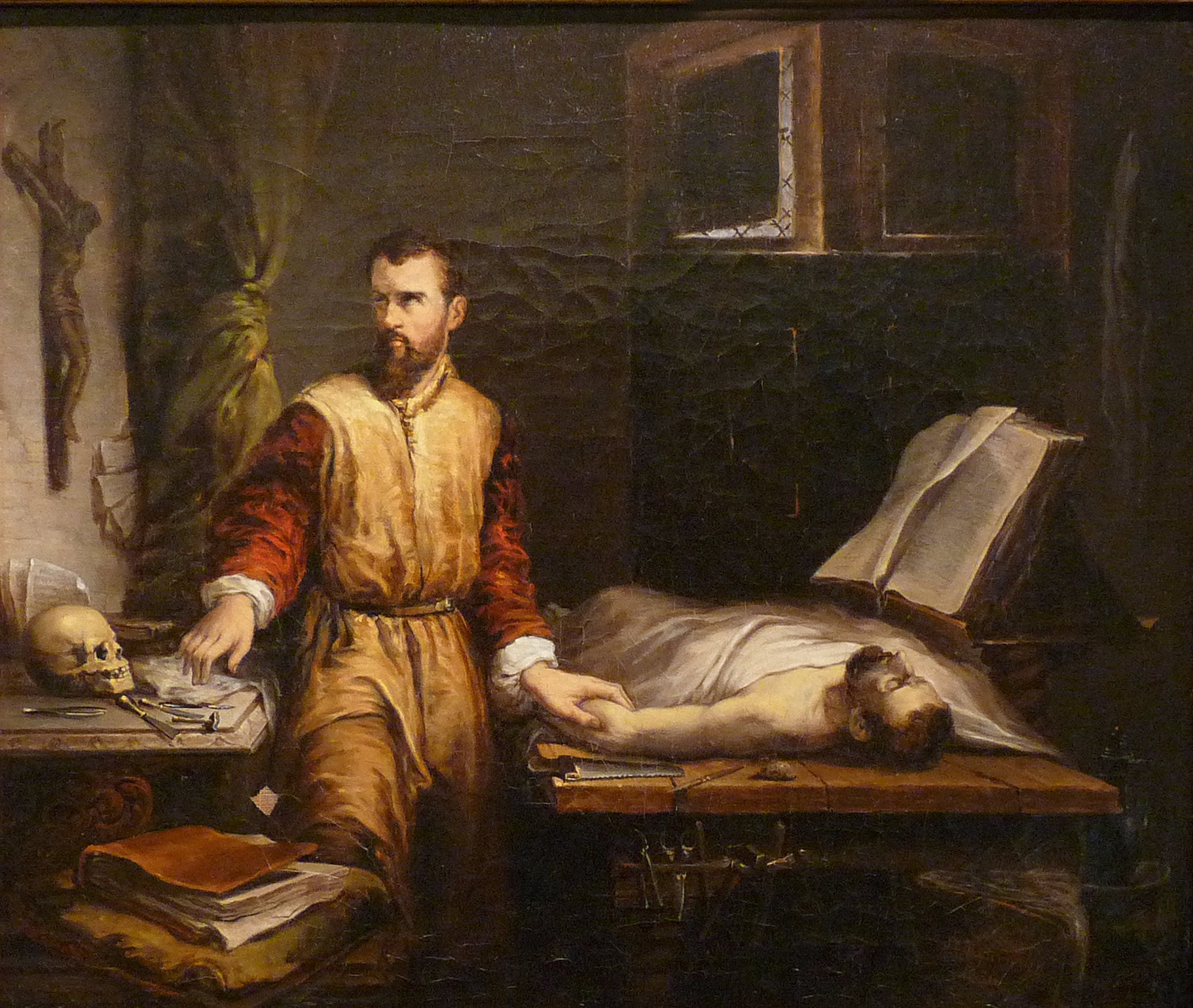
Ritratto di James Bertrand raffigurante il chirurgo francese Ambroise Parè

Le prime fonti testimonianti interventi di chirurgia cardiovascolare risalgono alla prima metà del '500, periodo in cui imperversava l'aspro conflitto tra la Francia di Francesco I e il Sacro Romano Impero di Carlo V d'Asburgo. Al servizio del comandante della fanteria francese vi era il giovane barbiere-chirurgo Ambroise Paré, il quale, dopo l'assedio al castello di Avigliana, ebbe il suo daffare con i numerosi feriti. Tuttavia questi erano così numerosi che Parè fu costretto a sperimentare una nuova tipologia di trattamento rispetto alla tradizionale cauterizzazione con olio bollente: per fermare l'emorragia procedette alla legatura delle arterie e delle vene sanguinanti, prima di applicare un unguento. Parè riscontrò che i feriti trattati con la legatura dei vasi stavano meglio rispetto a quelli sottoposti al convenzionale trattamento con olio, e che, successivamente, la loro guarigione avveniva in maniera più rapida ed efficace. In seguito, tale metodo verrà utilizzato dalla maggior parte dei chirurghi d'Europa.
Particolarmente importante fu anche la cura degli aneurismi, risalente secondo alcuni addirittura al quarto secolo. Oribasio di Pergamo attribuisce al medico greco Antillo l'ideazione della tecnica per il trattamento degli aneurismi delle arterie, consistente nella legatura dell'arteria, a valle e a monte dell'aneurisma stesso, seguita dall'apertura della sacca aneurismatica con svuotamento del contenuto, senza asportazione. Il passo successivo fu effettuato dal chirurgo scozzese John Hunter, che, dopo essere diventato nel 1789 Surgeon General delle forze armate britanniche, diede il suo contributo alla chirurgia vascolare con il metodo di trattamento degli aneurismi basato sullo studio dello sviluppo della circolazione collaterale conseguente alla chiusura delle arterie. Nel 1785 legò con successo l'arteria femorale di un uomo affetto da aneurisma dell'arteria poplitea. Tra i suoi allievi, oltre a Edward Jenner, vi fu Astley Cooper che diede importanti contributi al progresso della chirurgia, specialmente quella vascolare. Infatti, dopo alcuni interventi di legature di carotide e arteria iliaca esterna, nel 1817 egli procedette alla legatura dell'aorta su di un paziente ricoverato per un aneurisma dell'arteria iliaca sinistra che aveva eroso la cute con conseguente sanguinamento: il paziente sembrò migliorare, ma le condizioni si aggravarono e morì due giorni dopo. Ciò nonostante, l'intervento di Cooper ebbe grande risonanza poiché, considerando lo stato della chirurgia dell'epoca, precorreva i tempi di almeno un secolo.
Infatti i chirurghi saranno in possesso degli strumenti necessari per compiere operazioni più complesse, solo a partire dal primo decennio del Novecento, viste le notevoli innovazioni in ambito anestesiologico e trasfusionale. Alcuni pionieri, fra cui Ludwig Rehn, erano già in grado di intervenire contro la pericardite costrittiva cronica, grave patologia che causava l'ispessimento del pericardio tanto da non permettere al cuore di svolgere le sue funzioni. Altre tipologie di malattie cardiache divenute progressivamente curabili con la chirurgia divennero la stenosi mitralica e l'embolia polmonare. La prima venne corretta attraverso una dilatazione chirurgica della valvola mitrale affetta da tale patologia. Il trattamento dell'embolia polmonare, attraverso l'asportazione dei trombi, fu un caso molto discusso all'epoca perché i risultati furono molto insoddisfacenti, dal momento che la maggior parte dei pazienti sottoposti a questa operazione non riusciva a sopravvivere.

### Gli inizi: le suture delle lacerazioni pericardiche
La prima operazione cardiaca della storia fu effettuata il 4 settembre 1895 nell'ospedale dell'odierna Oslo, in Norvegia, dal chirurgo Axel Cappelen che suturò una ferita al ventricolo destro di un giovane paziente ventiquattrenne. Tuttavia, poiché il ragazzo morì subito dopo l'intervento per un'infezione, si considera la vera nascita della disciplina il 9 settembre 1896, giorno in cui il professor Ludwig Rehn decise di operare d'urgenza un ragazzo con una profonda ferita al torace. Rehn, dopo aver inciso la parete toracica, espose il pericardio e applicò tre punti di sutura sulla lacerazione, bloccando il copioso sanguinamento. Chiuse, infine, l'incisione toracica permettendo al paziente, dopo un periodo di riposo, di tornare ad una vita normale. In Italia, il primo intervento di sutura cardiaca fu effettuato nell'aprile del 1897 dal chirurgo romano Antonio Parrozzani, presso l'ospedale di Santa Maria della Consolazione a Roma.

### Alexis Carrel: dalle suture alla prima pompa di perfusione

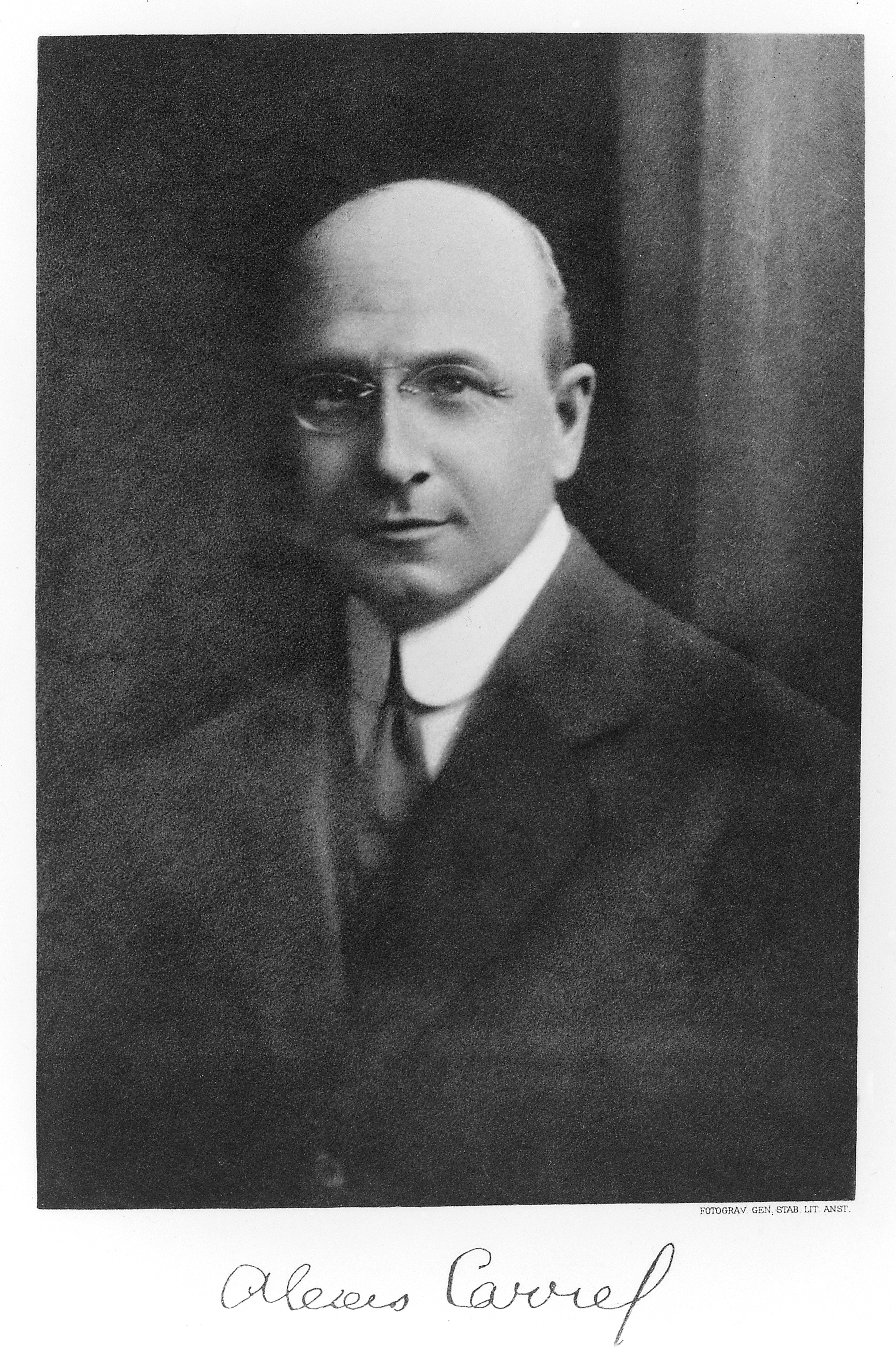
Alexis Carrel

Primogenito in una famiglia di tre figli, Alexis Carrel nacque nel 1873. Sin da piccolo mostrò grandi capacità in un collegio gesuita, dopo di che andò a studiare medicina presso l'Università di Lione, dove conseguì la laurea nel 1893. La grande innovazione che si deve a Carrel è quella di aver introdotto in campo chirurgico la sutura dei vasi sanguigni. Le sue esperienze confluirono nella rivista "Lyon Medical" che gli diede chiara fama, fino a fargli ottenere il premio Nobel per la medicina nel 1913. Il suo grande merito fu l'introduzione del metodo della triangolazione in chirurgia, ovvero la sutura di un vaso di base circolare attraverso tre punti disposti come i vertici di un triangolo equilatero. La seconda svolta della sua carriera arrivò nei primi anni del Novecento, quando conobbe i fratelli de Martigny i quali fecero in modo che fosse prima assunto come ricercatore all'Università di Chicago e poi presso il prestigiosissimo Rockefeller Institute di New York, dove condusse alcuni dei suoi studi più famosi come quelli sul trapianto di organi su animali. Fu proprio in questo luogo che il 28 novembre 1930 incontrò Charles Lindbergh, famoso per aver compiuto nel 1927 la prima trasvolata atlantica. Lindbergh era un ingegnere di professione che aveva cominciato ad interessarsi di medicina per trovare un metodo artificiale per la circolazione del sangue mentre il cuore fermo veniva operato. Durante la visita di Lindbergh, Carrel gli mostrò dei prototipi di pompe per la perfusione degli organi che erano risultati per vari motivi insoddisfacenti. A quel punto Lindbergh si propose per tentare la costruzione di apparati migliori e Carrel, intuendone il talento ingegneristico, ne accettò la collaborazione che fu subito improntata a grande stima e rispetto reciproci. Poco a poco le pompe di Lindbergh cominciarono a funzionare sempre meglio e i due scienziati poterono annunciare, con un articolo pubblicato sulla rivista Science nel giugno 1935, la possibilità di mantenere in vita artificialmente interi organi come cuore, milza, rene e ovaio.

### Le trasfusioni di sangue e gli studi di Landsteiner
Sicuramente propedeutiche verso uno sviluppo intenso della cardiochirurgia furono le scoperte dei quattro gruppi sanguigni da parte del patologo viennese Karl Landsteiner, Premio Nobel per la medicina del 1930. Egli dimostrò per primo che, affinché la trasfusione portasse dei benefici, era necessario che il sangue del donatore e quello del ricevente fossero dello stesso gruppo, individuando così il motivo per cui le trasfusioni fino a quel momento procuravano effetti collaterali talvolta mortali. Scoprì anche che il gruppo 0 poteva essere trasfuso senza danni a qualsiasi tipo di accettore. Tuttavia, durante alcuni esperimenti, continuavano ad avvenire reazioni trasfusionali, la cui causa era la presenza di un fattore mutato dalle scimmie, detto fattore Rh. La prima trasfusione condotta con successo, seguendo gli studi di Landsteiner, avvenne nel 1907 da Reuben Ottenberg presso il Mount Sinai Hospital di New York. Le tecniche trasfusionali si svilupparono ulteriormente quando furono scoperti i metodi di conservazione del sangue, attraverso l'utilizzo di citrato di sodio e glucosio. Questa tecnica, scoperta dai medici Albert Houstin, Peyton Rous e J.R. Turner, permetteva non solo di conservare più a lungo il sangue, ma anche di impedire la formazione di coaguli nel momento della trasfusione dal donatore all'accettore. Queste osservazioni furono messe in pratica massivamente durante la prima guerra mondiale dal medico dell'esercito statunitense, Oswald Robertson, utilizzando sangue del gruppo 0. Da questo momento, nacquero le prime banche del sangue negli USA, nell'Unione Sovietica e in Gran Bretagna.

## Nascita e sviluppo della moderna cardiochirurgia
La fase primordiale della cardiochirurgia si conclude con l'invenzione della macchina cuore-polmone, vera svolta in quanto consente sia di isolare il cuore durante le operazioni più complesse, rendendolo esangue e immobile, sia di mantenere in vita il paziente e gli organi vitali, favorendo ossigenazione e ricambio del sangue.

### Chirurgia dell'aorta

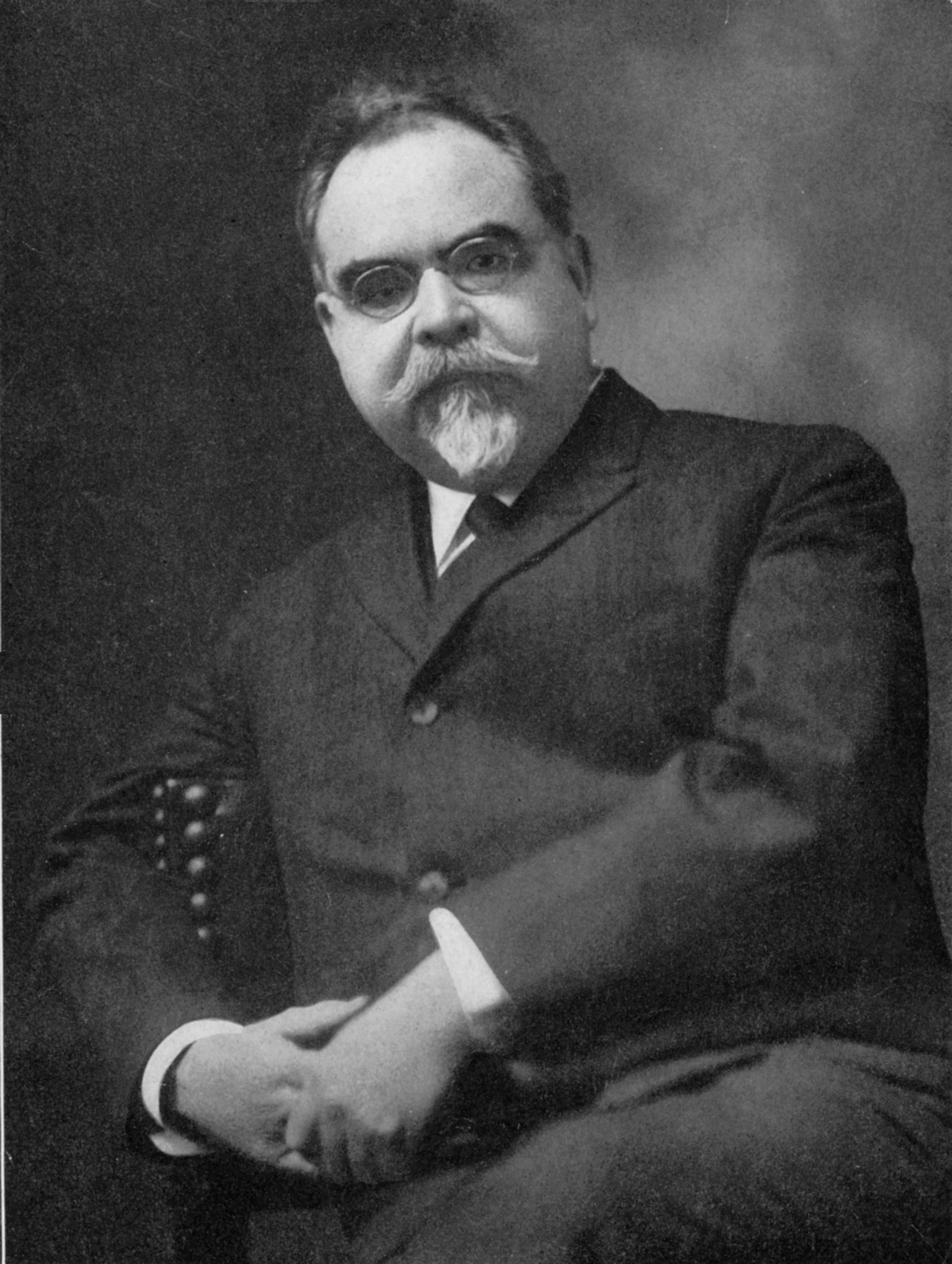
Rudolph Matas, esperto in chirurgia vascolare

Il primo intervento chirurgico sull'aorta perfettamente riuscito risale al 1925, quando il professor Rudolph Matas (1860-1957) legò con successo l’aorta addominale ad un paziente portatore di aneurisma dell’arteria iliaca. Egli fu l’artefice del primo intervento di endoaneurismorrafia della storia, nel 1888, quando era ancora assistente, intervenne su di un paziente con pseudoaneurisma dell’arteria branchiale, aprendo longitudinalmente l’aneurisma e suturando dall'interno gli sbocchi delle arterie che lo rifornivano di sangue, preservando il regolare flusso a valle della lesione. Matas perfezionò la tecnica negli anni a venire, proponendo una variante restaurativa e una ricostruttiva. Altre esperienze nel trattamento degli aneurismi furono i tentativi di indurre la trombosi del sangue all'interno della sacca aneurismatica e quelli di rinforzare la parete dell'aneurisma stesso per prevenirne la rottura. Negli anni del dopoguerra, un ulteriore contributo fu dato dagli statunitensi Denton Cooley e Michael E. DeBakey, prima con l'applicazione di una pinza alla base dell'aneurisma, l'asportazione e la sutura della breccia residua nell'aorta, e successivamente con l'utilizzo di omoinnesti.
Ulteriore elemento di grande importanza nella storia della chirurgia dell'aorta riguarda la correzione delle anomalie vascolari congenite, come il dotto di Botallo pervio e la coartazione dell’aorta. La prima persona a eseguire la chiusura del dotto fu Robert Edward Gross (1905-1988), il quale isolò nel 1938 il dotto arterioso tra aorta e arteria polmonare e lo legò con un laccio occludendone il lume. Con il progresso della scienza e della tecnologia, la chiusura del dotto di Botallo fu perfezionata, prima con l'opera del cardiologo emodinamista Werner Porstmann (1921-1982), tramite il dispositivo di Ivalon, e successivamente con strumenti quali l’Amplatzer Duct Occluder. La correzione della coartazione aortica risale agli anni quaranta del Novecento, quando il chirurgo Clarence Crafoord (1899-1984) si rese conto, durante un intervento di chiusura del dotto di Botallo, che era possibile chiudere l'aorta per un tempo prolungato. La prima vera operazione fu effettuata su un ragazzo con coartazione aortica severa, a cui Crafoord escisse il tratto aortico ristretto e congiunse tra loro le estremità recise dell'aorta. Un ennesimo contributo fu dato ancora da Gross, il quale condusse esperimenti per realizzare protesi vascolari costituite da vasi omologhi, conservate in soluzioni: sperimentò la completa sostituzione del tratto di aorta reciso, in caso di impossibile sutura a causa dell'eccessiva lunghezza del tratto coartato, con un segmento di aorta conservato. Gli innesti vascolari omologhi, oltre alle difficoltà legate al reperimento, presentarono dei problemi a distanza dall'impianto, quali occlusione trombotica e deterioramento, degenerazione e dilatazione. La soluzione fu trovata tramite l'intuizione del giovane chirurgo Arthur Voorhees Jr. (1921-1992), il quale si rese conto che era possibile realizzare un condotto vascolare in cui una struttura reticolare artificiale, agente da scheletro, sarebbe servita da supporto alla formazione di una membrana naturale a contatto col sangue. Voorhees approfondì gli studi concernenti le caratteristiche tecniche che dovevano possedere i materiali utilizzati per la confezione delle protesi vascolari.
La chirurgia dell'aorta subì inoltre delle evoluzioni con l'avvento della circolazione extracorporea, che consentì di correggere le patologie con maggiori probabilità di successo.
Per quello che riguarda la cardiochirurgia italiana, il 20 febbraio 1952 Dogliotti e Angelo Actis Dato (1923-2012) eseguono la commissurotomia mitralica e il 7 agosto dello stesso anno la prima circolazione extracorporea nell'uomo. Nasce quindi la Cardio-chirurgia come branca specifica della Chirurgia generale e il 19 Aprile 1952 viene fondato alle Molinette il centro Blalock.

### Gibbon e l'invenzione della macchina cuore-polmoni

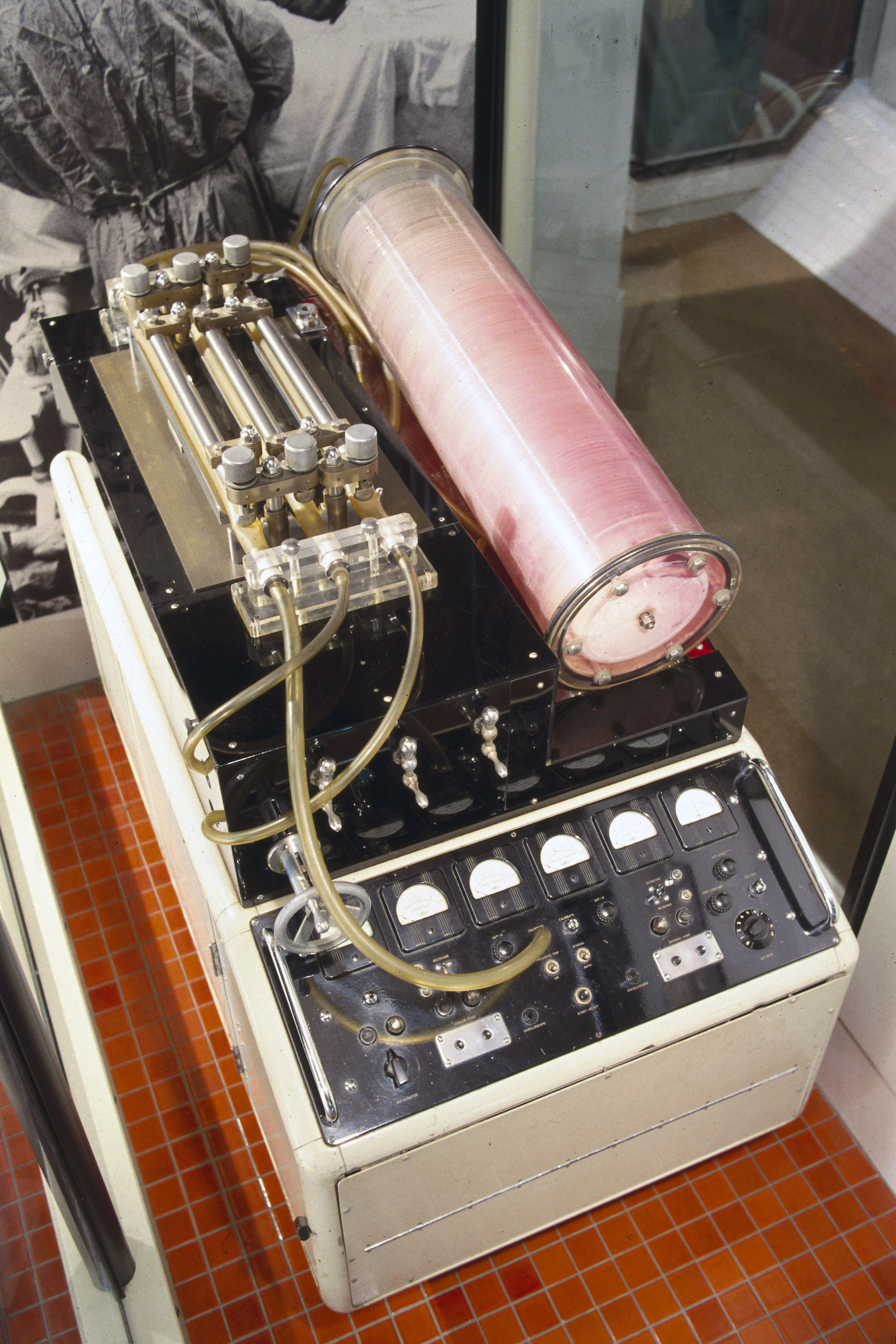
Macchina cuore-polmoni degli anni '60

John Heysham Gibbon studiò medicina a Filadelfia per poi trasferirsi a Boston, dove aveva deciso di dedicarsi alla chirurgia sperimentale con particolare riferimento alla circolazione sanguigna. Fu proprio qui che incontrò Mary Hopkinson (1903-1986), un'abilissima tecnica di laboratorio che ben presto sarebbe diventata sua moglie oltre che collaboratrice nella costruzione della macchina. Egli era convinto che il problema principale per riuscire a sostituire artificialmente la circolazione del sangue durante un intervento chirurgico a cuore fermo sarebbe stato quello dell'ossigenazione del sangue piuttosto che quello della pompa. Dunque non si doveva sostituire solo la funzione del cuore, ma anche quella dei polmoni. Giorno dopo giorno i prototipi del sistema “pompa-ossigenatore” diventavano più efficienti, fino a quando, verso la metà degli anni trenta, riuscirono ad ottenere negli animali da laboratorio una circolazione extracorporea completa, senza cambiamento della pressione sanguigna. La macchina dunque funzionava ma bisognava costruirne una adatta all'uomo. All'inizio del 1946, dopo una pausa di dieci anni dovuta alla guerra e alla mancanza di fondi, Gibbon riprese il suo lavoro a capo dell'unità di ricerca chirurgica della Jefferson Medical School, a Filadelfia, dove riuscì a far decollare il suo progetto grazie all'interessamento del dipartimento di ricerca della International Business Machine Corporation. Da qui seguirono sette anni di collaborazione con l'IBM, azienda finanziatrice del progetto, e con l'ingegner Thomas J. Watson.
La collaborazione fra essi funzionò e all'inizio degli anni cinquanta Gibbon riuscì, con l'aiuto della sua macchina, dapprima a escludere totalmente dalla circolazione per il tempo prolungato il cuore di alcuni grossi cani e, in seguito, ad effettuare con successo sugli stessi animali delle vere e proprie operazioni a cuore aperto. Tra il 1952 e l'inizio del 1953 alcuni primi tentativi di utilizzare la nuova macchina sull'uomo ebbero esito negativo a causa di errori tecnici e diagnostici, ma finalmente il 6 maggio 1953 fu portato a termine con successo un intervento a cuore aperto con cui fu possibile correggere chirurgicamente un difetto del setto atriale. A quel punto però John Gibbon, dopo un lavoro durato quasi vent'anni, decise di non operare più e di lasciare lo sviluppo ulteriore della sua macchina ai colleghi più giovani. Fu, in effetti, John Kirklin della Mayo Clinic a perfezionare la macchina di Gibbon, con la collaborazione di quest'ultimo e dell'IBM.

### Cooley e la nascita della chirurgia a cuore aperto
Negli anni immediatamente successivi allo sviluppo di omoinnesti e macchina cuore-polmone, il chirurgo statunitense Denton Cooley si rese conto che era diventato ormai indispensabile affrontare il problema della chirurgia a cuore aperto. Cooley visitò vari ospedali, fra cui la Mayo Clinic e l'Università del Minnesota, seguendo le operazioni di importanti chirurghi quali John Kirklin e C. Walton Lillehei. Tuttavia, durante una visita a Minneapolis, egli ebbe la possibilità di osservare Richard DeWall che stava approntando un circuito per intervento clinico con un ossigenatore elicoidale. Cooley si convinse che quel metodo rappresentava la strada del futuro, e si mise a sperimentare la circolazione extracorporea con la medesima tecnica, operando per la prima volta nel 1956 su di un uomo in grave insufficienza cardiaca congestizia conseguente alla rottura del setto interventricolare provocato da infarto miocardico acuto. Il chirurgo chiuse il difetto, il paziente sopravvisse all'intervento, salvo morire due giorni dopo per un ulteriore infarto del miocardio. In seguito, dopo aver introdotto la tecnica dell'emodiluizione, Cooley perfezionò la macchina, a cui diede il nome di Lillehei-DeWall, semplificandola e rendendola più agevole da impiegare. Ulteriori progressi furono effettuati da un assistente di Lillehei, Vincent Gott: l'apparecchiatura di Cooley funzionava in modo soddisfacente, ma per essere utilizzata ogni volta doveva essere riassemblata; Gott ne sviluppò una presterilizzata mediante fogli di cloruro di polivinile saldati tra di loro che incorporavano il modello elicoidale di DeWall. L'aumentare della complessità degli interventi portò negli anni sessanta ad un perfezionamento dell'ossigenatore di DeWall tramite l'incorporazione di uno scambiatore di calore, che divenne uno standard utilizzato in tutto il mondo.

### La costruzione del pacemaker
I primi esperimenti riguardanti la costruzione del pacemaker risalgono alla metà del Novecento, attraverso gli studi del chirurgo statunitense C. Walton Lillehei e dell'ingegnere Earl Bakken, tecnico ospedaliero a Minneapolis. La collaborazione tra i due portó alla realizzazione di un prototipo di pacemaker con un elettrodo connesso al cuore, portatile e di piccole dimensioni che, dopo essere stato testato in laboratorio, fu applicato clinicamente per la prima volta il 14 aprile 1958 su di un paziente con un blocco atrio-ventricolare. La stimolazione cardiaca fu perfettamente efficace, ma il prototipo era utilizzabile soltanto per un blocco temporaneo. Il passo successivo fu la creazione di un pacemaker totalmente impiantabile con funzionamento a lungo termine, a cui lavorarono il medico Rune Elmquist e il chirurgo svedese Ake Senning. Essi sperimentarono un pacemaker i cui elettrodi erano connessi al miocardio, con batteria di sufficiente durata e di dimensioni contenute da poter essere impiantato nei pazienti; lo utilizzarono per la prima volta nel 1958, su di un paziente che presentava ripetuti episodi di arresto cardiaco al giorno. Il dispositivo funzionó in maniera efficace soltanto per otto ore, e fu prontamente sostituito da un secondo che duró una settimana; dopo essere stato sottoposto negli anni a innumerevoli sostituzioni del dispositivo, il paziente visse per ben 44 anni dal primo impianto. La svolta arrivó alla fine degli anni cinquanta, grazie all'ingegnere Wilson Greatbatch, il quale per caso creó un circuito elettrico perfettamente adatto al funzionamento del pacemaker: il dispositivo fu realizzato grazie all'ausilio del chirurgo William Chardack e del suo assistente Andrew Gage. Chardack eseguì con successo il primo impianto clinico su di un uomo affetto da blocco atrio-ventricolare totale nel 1960. Negli anni successivi sono stati effettuati molti progressi, miglioramenti in affidabilità, funzioni e durata delle batterie, fino ad arrivare ai pacemaker on demand, in grado di rilevare il battito cardiaco del paziente ed entrare in attività stimolando il cuore solo quando la frequenza scende al di sotto di un valore soglia prefissato.

### L'apice del successo: il trapianto cardiaco
Gli anni cinquanta segnarono anche l'inizio dell'era dei trapianti. L'idea di trapiantare il cuore venne da un giovane chirurgo sudafricano, Christiaan Barnard, che si era specializzato con Lillehei.
Ritornato a Città del Capo, a partire dai primi anni sessanta Barnard cominciò le sperimentazioni sugli animali che gli permisero di realizzare, il 3 dicembre 1967, il primo trapianto di cuore nell'uomo. Barnard operò su un cinquantatreenne segnato da una gravissima cardiopatia. L'uomo sopravvisse per 18 giorni dopo il trapianto ma in seguito morì, non per un rigetto dell'organo, ma per una polmonite. Poche settimane dopo Barnard eseguì un nuovo trapianto di cuore su un altro uomo che sarebbe sopravvissuto addirittura due anni. Nel giro di poco tempo Barnard riscosse un successo planetario, diventando un vero e proprio eroe, facendo aumentare enormemente la richiesta di un cuore nuovo in tutto il mondo. Tuttavia, parallelamente all'euforia iniziarono a profilarsi i primi problemi: i tempi di attesa erano lunghissimi vista la scarsità di donatori adatti, e queste lunghe attese risultavano talvolta fatali. Per questo motivo, si iniziò a pensare al "cuore artificiale".

### Lo sviluppo del cuore artificiale e l'avvento della circolazione assistita

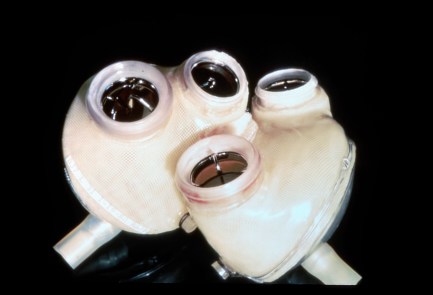
Jarvik-7, primo esemplare di cuore artificiale

Nel frattempo, negli Stati Uniti, Denton Cooley fu il primo che cominciò a imitare Barnard nel trapianto di cuore e nel 1969, per la prima volta tentò il primo impianto di un cuore artificiale ad aria compressa in un uomo per il quale non era immediatamente disponibile un cuore naturale. Il cuore artificiale funzionò per 64 ore, prima di essere sostituito da un cuore naturale, ma il ricevente morì poco tempo dopo e Cooley fu messo al bando dalla Food and Drug Administration (FDA) perché il suo esperimento non era stato preventivamente autorizzato.
Fra le voci contrarie all'operato di Cooley figurò anche quella di Christiaan Barnard che si espresse così:
(Christiaan Barnard)
Nel corso degli anni settanta vari laboratori avevano tentato l'impianto di diversi modelli di cuore artificiale negli animali, con risultati di sopravvivenza sempre migliori. Finalmente nel 1981, a Salt Lake City, l'équipe del medico olandese Willem Johan Kolff era riuscita a tenere in vita per più di nove mesi un vitello con un cuore di plastica ed era stata autorizzata dalla FDA a tentare un nuovo “primo impianto” su di un essere umano. Nel campo degli organi artificiali Kolff era ritenuto il padre, fin dagli anni quaranta, della macchina per la dialisi ed era affiancato da parecchi anni da un bioingegnere, Robert Jarvik, che aveva ideato e costruito un cuore artificiale totale abbastanza efficiente. Fu così che nel 1982 Kolff impiantò il Jarvik-7 in un uomo di 61 anni affetto da una cardiopatia in fase terminale che sopravvisse col suo cuore di plastica per 112 giorni.
Nel novembre 1985 a Padova fu realizzato il primo trapianto di cuore in Italia dal cardiochirurgo Vincenzo Gallucci e nel febbraio 1986 su un bambino, da Carlo Marcelletti al Bambin Gesù di Roma.
Negli anni immediatamente successivi, le ricerche si concentrarono sulla realizzazione di un sistema di assistenza che permettesse un sostegno temporaneo al cuore nei casi di insufficienza cardiaca acuta. I tipi di dispositivi che furono progettati per questo tipo di assistenza circolatoria dovevano sia contribuire alla diminuzione dello sforzo cardiaco, attraverso una riduzione dei livelli pressori, che stabilire una situazione favorevole per il debellamento dell'insufficienza. Allo stesso tempo, tali dispositivi dovevano poter essere applicati con facilità e senza traumi per non inficiare sulle precarie condizioni dei malati. Studi iniziali dimostrarono l'efficacia di un metodo basato sulla contropulsazione, ovvero una rimozione di una piccola quantità di sangue dal sistema arterioso sia durante la fase sistolica che quella diastolica. Tuttavia, poiché questo sistema danneggiava velocemente il sangue si iniziò ad utilizzare il pallone intra-aortico, dispositivo che consisteva in un palloncino di polietilene che si gonfiava e sgonfiava all'interno dell'aorta toracica discendente. Tale sistema, semplice ed efficace nei casi di assistenza a breve termine, lavorava ritmicamente rispetto alle fasi cardiache e veniva controllato da un sistema elettronico.

## La cardiochirurgia del futuro
La cardiochirurgia, sin dalla sua nascita, ha sempre presentato degli alti e dei bassi. Tuttavia nell'ultimo periodo il ruolo del cardiochirurgo sembrerebbe essere messo in discussione, viste le nuove tecniche cardiologiche non invasive che permettono un trattamento più veloce e meno rischioso delle patologie. Inoltre, affrontando la questione dal punto di vista demografico, la popolazione mondiale è due volte più anziana di un secolo fa, il che farebbe presagire un aumento dei casi di patologie cardiache degenerative come la stenosi valvolare aortica, gli aneurismi dell'aorta e l'insufficienza mitralica. Contrariamente a quanto si possa pensare, negli ultimi anni è aumentato il numero di anziani sottoposti ad interventi chirurgici ad alto rischio, grazie ad un'elevata preparazione pre-operatoria e al netto miglioramento delle tecniche chirurgiche. Pertanto è auspicabile che nel futuro le cardio-patologie per le quali oggi esistono solamente trattamenti farmacologici potranno essere corrette tramite interventi chirurgici.